# Kajászó, Fejér
Kajászó  este un sat în districtul Martonvásár, județul Fejér, Ungaria, având o populație de 1.037 de locuitori (2011). 

## Demografie
Componența etnică a satului Kajászó
     Maghiari (98,8%)
     Alții (1,2%)
Componența confesională a satului Kajászó
     Reformați (31,24%)
     Romano-catolici (25,17%)
     Fără religie (14,95%)
     Luterani (2,22%)
     Atei (1,06%)
     Necunoscută (25,36%)
     Alte religii (1,06%)
Conform recensământului din 2011, satul Kajászó avea 1.037 de locuitori. Din punct de vedere etnic, majoritatea locuitorilor (98,8%) erau maghiari. Nu există o religie majoritară, locuitorii fiind reformați (31,24%), romano-catolici (25,17%), persoane fără religie (14,95%), luterani (2,22%) și atei (1,06%). Pentru 25,36% din locuitori nu este cunoscută apartenența confesională.